# Bellona

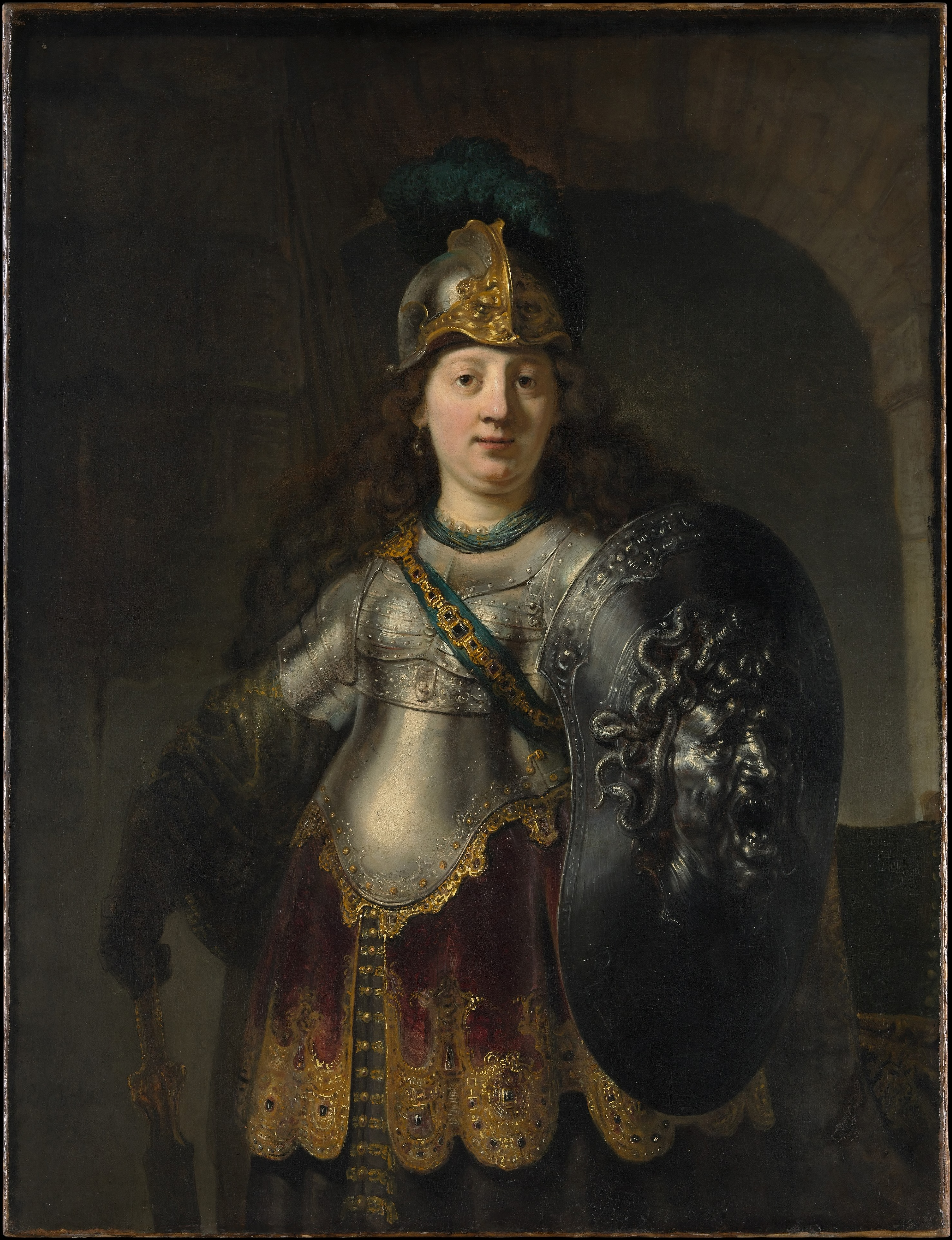
Bellona (Rembrandt)

Bellona (von lateinisch bellum „Krieg“, alte Form Duellona von frühlateinisch duellum „Krieg“) war eine römische Kriegsgöttin.  Sie wurde seit dem Ende der Republik mit der Kriegsgöttin Enyo aus der griechischen Mythologie und der anatolischen Kriegsgöttin Ma gleichgesetzt. Als solche soll sie dem Sulla in einer Vision erschienen sein und ihn zur rücksichtslosen Vernichtung seiner Feinde aufgefordert haben.
In der späteren römischen Mythologie galt Bellona als Schwester, Tochter oder Ehefrau des Kriegsgottes Mars, manchmal auch als seine Wagenlenkerin oder Muse. Ihre Attribute sind Helm, Lanze und Schwert.  Ihr Festtag war der 3. Juni.
In der Kaiserzeit zierte ihr Bild oft den Denarius.
In Rom auf dem Marsfeld außerhalb der Stadt in der Nähe des Marsaltares stand seit 296 v. Chr. ein Tempel. Appius Claudius Caecus hatte gelobt, ihn zu errichten.  Die gens der Claudier sorgte später für seinen Erhalt und renovierte ihn mehrfach. Sein Inneres war mit Schlachtengemälden geschmückt, die Appius Claudius Caecus als Feldherrn zeigten.
Der römische Senat empfing hier fremde Gesandtschaften, Feldherren vor ihrem Triumphzug sowie Personen, welche die Stadt nicht betreten durften. Direkt vor dem Tempel stand die columna bellica, die der symbolischen Kriegserklärung durch die Fetialen diente. Von ihr aus wurde eine in Blut getauchte Lanze in eine zu Feindesland deklarierte Fläche beim Circus Flaminius geworfen. Erstmals erfolgte das beim Krieg gegen Pyrrhus.
Der Kult der Bellona scheint durch die Raserei der Anhänger (fanatici), die sich mit Doppeläxten Wunden zufügten, sowohl fasziniert als auch abgestoßen zu haben. Man sagte dem Kult sogar Menschenopfer nach, so soll man 48 v. Chr. bei der versehentlichen Zerstörung eines Schreins der Bellona Gefäße mit Menschenfleisch gefunden haben. Innerhalb der Stadt gab es  mindestens einen ihr geweihten Tempel mit einem Hain.

## Moderne Rezeption
Der  Asteroid (28) Bellona ist nach Bellona benannt.